# Teracolus eris
Teracolus eris is een vlindersoort uit de familie van de Pieridae (witjes), uit de onderfamilie van de Pierinae. Deze soort is voor het eerst wetenschappelijk beschreven als Pontia eris door  Johann Christoph Friedrich Klug in een publicatie uit 1829.

## Verspreiding
De soort komt voor in het Afrotropisch gebied waaronder Mauritanië, Senegal, Gambia, Mali, Benin, Nigeria, Angola, Soedan, Ethiopië, Oeganda, Kenia, Tanzania, Zambia, Mozambique, Zimbabwe, Botswana, Namibië, Zuid-Afrika, Swaziland, Oman en Jemen.

## Biotoop
Deze vlinder komt voor in zowel natte als zeer droge savanne en in bosgebieden met Brachystegia.

## Waardplanten
De rups leeft op diverse soorten van de kappertjesfamilie (Capparaceae) waaronder:
- Boscia albitrunca
- Boscia oleoides
- Boscia salicifolia
- Capparis sp.
- Maerua sp.
- Ritchiea sp.